# Нил Гејман
Нил Ричард Гејман (енгл. Neil Richard Gaiman; Портчестер, 10. новембар 1960) енглески је писац научно фантастичних и епскофантастичних дела те сценариста стрипова.
Од 2006. живи у Минеаполису (Минесота, САД). Из првог брака има две кћерке, Холи и Медлин, и сина Мајкла.

## Младост
Гејман је одрастао читајући дела К. С. Луиса, Џ. Р. Р. Толкина, Мајкла Муркока и др. Врло брзо постаје љубитељ научне фантастике, читајући дела разноликих аутора попут Семјуела Р. Дилејнија, Роџера Зелазнија, Х. Ф. Лавкрафта. Гејман је такође читао и дела Торна Смита, којем приписује инспирацију за своје дело Анансијеви момци.
Иако јеврејског порекла, школовао се у неколико англиканских школа. Тамо је учио стандардне школске предмете, али и религијске. То му је омогућило широко познавање јеврејске и хришћанске теологије и апокрифа, које често примењује у својим делима, можда и највише у стрип-серијалу „Сендмен“.

## Новинарство и почеци писања
У раним осамдесетим, Гејман се бавио новинарством, обављајући разговоре и пишући рецензије књига, у сврху спознавања света и стварања веза за које се надао да ће му у будућности помоћи при издавању књиге. Године 1984. написао је прву књигу, биографију о саставу Дјуран Дјуран. Такође је писао интервјуе и чланке за многе енглеске часописе, укључујући Кнејв. Касних осамдесетих написао је водич Без панике: Службени приручник за водич кроз галаксију за ауто-стопере, у стилу који назива „класични енглески хумор“. Потом је написао увод у оно што ће касније постати сарадња са Теријем Прачетом на хумористичном роману Добра предсказања, причи о неминовној апокалипси.
Након што се спријатељио са стрип-сценаристом Аланом Муром, Гејман је почео да пише сценарије за стрипове, наставивши са Муровим радом када је овај напустио серијал. Гејман и цртач Марк Бакингам сарађивали су на неколико издања док издавач, „Еклипс комикс“, није пропао, остављајући серијал недовршеним. Радио је на два цртана романа са омиљеним сарадником и дугогодишњим пријатељем Дејвом Макином. Касније је добио посао за „Ди-Си“ где је прво радио на стрипу „Црна орхидеја“.
Гејман је аутор бројних сценарија за стрипове разних издавача. Најпознатији му је рад на серијалу „Сендмен“, хроници прича о Морфеју, антропоморфној персонификацији Сна (из породице Седморо бесмртних). Серијал је већ у почетку стекао култни статус, окупљајући верно читатељство и прве фанове серијала. Серијал је започет 1987. и завршен 1996. када је Гејман закључио причу онако како је и намеравао. Свих 75 бројева серијала (заједно с једним специјалним) скупљено је у 10 албума који се до данас заједно штампају и добро продају.

## Стрипови
Године 1989. Гејман је издао стрип „Књига магије“, серијал у четири дела који нуди путовање кроз митолошке и магичне делове Ди-Си свемира (заједничког места радње за већину издања ове куће) у причи о енглеском тинејџеру који открије да му је судбина да буде велики чаробњак. Мини-серијал се показао популарним па је причу наставио писати други писац. Многи су уочили сличност између протагониста, Тима Хантера, и каснијег и познатијег Харија Потера; када говори о овој сличности, Гејман указује на чињеницу да је архетип младог чаробњака врло чест у књижевности.
Гејман је написао полуаутобиографску причу о фасцинацији једног дечака са антијунаком Елриком за антологију Приче белог вука Еда Крејмера. Године 1996. Гејман и Ед Крејмер су објавили Сендман: Књигу снова. Номинована за Британску награду за фантастику, то је оригинална антологија која садржи приче уметника као што су Тори Ејмос, Клајв Баркер, Џин Вулф, Тед Вилијамс и други.

## Романи и филмови
Гејман такође пише песме, поезију, романе, а 1997. је написао и сценарио за Би-Би-Сијеву серију „Никадођија“ (енгл. „Neverwhere“), који је касније прерадио и у роман. Такође је написао сценарио за филм Мирор маск са старим пријатељем Дејвом Макином који је филм и режирао. Уз то, прилагодио је енглеске дијалоге за аниме филм Принцеза Мононоке према преводу јапанског сценарија. Неколико његових дела одабрано је за филмску адаптацију, као на пример Звездана прашина. Тренутно (новембар 2008. године) је у продукцији анимирани филм Коралина.
У фебруару 2001, када је Гејман завршио рад на роману Амерички богови, његови су издавачи покренули промотивну веб страницу са блогом (извесно време пре него што су постали популарни као што су данас) у којем је Гејман редовно описивао процес лектуре, издавања и рекламирања романа. Када је роман објављен, страница је постала и службени Гејманов веб-сајт, где он од 2006. и даље описује рад на својим пројектима.
Године 2005. објављен му је роман Анансијеви момци. Књига се бави Анансијем, споредним ликом из претходног романа, Амерички богови. Тачније, описује однос његове двојице синова, од којих је један наследио божанске моћи, а други је несвестан свог порекла. Књига је доспела до првог места листе најпродаванијих Њујорк тајмса.
Почетком 2007. на Гејмановој веб-страници је објављено да ће се снимати филмска адаптација стрипа „Смрт: Висока цена живота“, (специјални број са ликовима из Сендмана) и да ће Гејман бити редитељ.
Крајем 2008. године објавио је роман Књига о гробљу.
Гејман је једини писац који је, осим творца телевизијске серије „Вавилон 5“, сарађивао у последње три сезоне; написао је сценарио за Дан мртвих, епизоду из пете сезоне.

## Награде
Гејман је 1991. освојио Светску награду за фантастику (енгл. World Fantasy Award) за епизоду „Сан летње ноћи“ из серијала Сендман. Како је каснијом, променом правила, стрип дисквалификован за награду из те категорије, Гејман је једини писац који је освојио ту награду за стрип.
Роман Амерички богови освојио је награде Хуго, Небјула и Брем Стокер за најбољи роман у 2002.
Новела Коралина освојила је награде Хуго и Небјула за најбољу новелу у 2003, као и награду Брам Стокер за најбољу причу за младе читаоце.
Кратка прича „Истрага у смарагдном“ освојила је награду Хуго.
Роман Анансијеви момци освојио је награду за старију читалачку публику у 2006.
Уз то, освојио је 14 награда Ајзнер за рад на стрипу.